# Лични простор
Лични простор је простор који окружује јединку и невидљивом, нефизичком, фиктивном границом је одваја од спољашње средине. Овај лични простор је „тампон зона” између физичке границе индивидуе и „спољашње средине". То је минимално растојање једне јединке од друге које се подноси без нелагодности. Лични простор – витална је потреба човека, потреба која не може да се игнорише без озбиљног ризика.